# Función de distribución de reflectancia bidireccional

Diagrama mostrando los vectores utilizados para definir el BRDF. Todos los vectores son de longitud unitaria. apunta hacia la fuente de luz. apunta hacia el espectador (cámara). es la superficie normal.

La función de distribución de reflectancia bidireccional (en siglas en inglés BRDF; {\displaystyle f_{\text{r}}(\omega _{\text{i}},\,\omega _{\text{r}})} ) es una función de cuatro variables reales que define cómo la luz se refleja en una superficie opaca. Se emplea tanto en la óptica de la luz del mundo real, en algoritmos de gráficos computacionales, como en algoritmos de visión computarizada. La función toma una dirección de la luz entrante, {\displaystyle \omega _{\text{i}}} y dirección saliente, {\displaystyle \omega _{\text{r}}} (tomada en un sistema de coordenadas donde la superficie normal {\displaystyle \mathbf {n} } El eje z), y devuelve la relación de radiancia reflejada que sale a lo largo de {\displaystyle \omega _{\text{r}}} a la irradiancia incidente en la superficie desde la dirección {\displaystyle \omega _{\text{i}}}. Cada dirección {\displaystyle \omega } está parametrizada por el ángulo azimutal {\displaystyle \phi } y el ángulo zenital {\displaystyle \theta }, por lo tanto el BRDF como un todo es una función de 4 variables. El BRDF tiene unidades sr−1, con estereorradianes(sr) siendo una unidad de ángulo sólido.

## Modelos
Los BRDFs se pueden medir directamente a partir de objetos reales usando cámaras calibradas y fuentes de luz; sin embargo, se han propuesto muchos modelos fenomenológicos y analíticos incluyendo el modelo de reflectancia lambertiana frecuentemente asumido en gráficos de computadora. Algunas características útiles de los modelos recientes incluyen:
- Acomodando la reflexión anisotrópica
- Editable usando un pequeño número de parámetros intuitivos
- Teniendo en cuenta los efectos de Fresnel en ángulos de pastoreo
- Siendo bien adaptado a los métodos de Monte Carlo.

W. Matusik et al. Encontró que la interpolación entre las muestras medidas produjo resultados realistas y fue fácil de entender.

### Algunos ejemplos
- Lambertiano, representando superficies perfectamente difusas (mate) por un BRDF constante.
- Lommel-Seeliger, reflexión lunar y marciana.
- Modelo de reflectancia de Phong, un modelo fenomenológico similar a plástico-como especularidad.[3]
- Blinn-Phong, similar a Phong, pero permitiendo que ciertas cantidades sean interpoladas, reduciendo la sobrecarga computacional.[4]
- Modelo Torrance-Sparrow, modelo general que representa las superficies como distribuciones de microfacetes perfectamente especulares.[5]
- Modelo de Cook-Torrance, un modelo especular-microfacet (Torrance-Sparrow) que explica la longitud de onda y por lo tanto el cambio de color.[6]
- Modelo de Ward, modelo especular-microfacet con una función de distribución elíptico-gaussiana dependiente de la orientación tangencial de la superficie (además de la superficie normal).[7]
- Modelo de Oren-Nayar, modelo microfacet "dirigido-difuso", con microfacetes perfectamente difusos (en lugar de especulares).[8]
- Ashikhmin-Shirley modelo, lo que permite la reflectancia anisotrópica, junto con un sustrato difuso bajo una superficie especular.[9]
- HTSG (Él, Torrance, Sillion, Greenberg), un modelo físico basado completo.[10]
- Modelo Acondicionado de Lafortune, una generalización de Phong con múltiples lóbulos especulares, y destinado a ajustes paramétricos de datos medidos.[11]
- Modelo de Lebedev para la aproximación BRDF de red analítica.[12]